# Pädokriminalität
Pädokriminalität ist ein Sammelbegriff für verschiedene Arten sexueller Gewalt gegen Kinder. Der Begriff wurde in den 1980er Jahren geprägt. Seine Verwendung ist umstritten, allerdings wird in diversen Schriftstücken des UNHCHR, der WHO sowie UNICEF das Wort ,Pädokriminalität‘ (frz. pédocriminalité, engl. pedocriminality) zusammenfassend für den Themenkomplex rund um sexuellen Kindesmissbrauch, Kinderhandel, Kinderprostitution und Kinderpornografie verwendet. Dabei steht der Aspekt des Handels mit dem sexuellen Missbrauch von Kindern oder den Produkten daraus teils im Mittelpunkt.

## Begriffliche Abgrenzung zur Pädophilie
Kinderschützer argumentieren, dass der psychiatrische Begriff ,Pädophilie‘ unpassend sei, da er das Wort ,-philie‘ (etwa: Liebe zu; Zuneigung zu) beinhaltet. Sexualstraftäter, die sich an Kindern vergehen, würden sich oft hinter diesem medizinischen Fachbegriff verstecken, obwohl in vielen Fällen die medizinische Indikation nicht gegeben sei. In den Augen der Befürworter des Begriffes ist ‚Pädokriminalität‘ der einzig geeignete Begriff, da er anders als die anderen Begriffe den Sachverhalt insgesamt eindeutig bezeichne und nicht nur juristische oder medizinische Teilaspekte des Problems des sexuellen Missbrauchs von Kindern.
Sophinette Becker, die als Sexualwissenschaftlerin Mitglied der Deutschen Gesellschaft für Sexualforschung war, lehnte den Begriff ab: Ansonsten müsse man auch „Vergewaltigung Heterokriminalität nennen“. Becker machte auf die „Fallen der Generationendifferenz“ und der „Infantilisierung des erotischen Ideals“ aufmerksam und hielt das „Verschwinden der Generationendifferenz“ für fatal, weil es, wenn sie wegfalle, keinen Grund mehr dafür gebe, „dass es keine intergenerationellen sexuellen Beziehungen geben sollte“.

## Strukturelle Pädokriminalität in Deutschland
In einer im Februar 2021 veröffentlichten Vorstudie der Unabhängigen Kommission zur Aufarbeitung sexuellen Kindesmissbrauchs, in der die Vernetzungen, Organisationsformen und Strukturen Pädokrimineller in der Bundesrepublik Deutschland seit den 1970er-Jahren dargestellt werden, wird deutlich, dass sich pädophile Gruppen seit den späten 1970er Jahren in verschiedenen deutschen Städten sammelten, sich um Austausch bemühten und verstärkt in der alternativen und linken Öffentlichkeit um Unterstützung warben. Sie vernetzten sich auch international, z. B. über die Pädosexuellenorganisation „International Pedophile and Child Emancipation“ (IPCE). Sie versuchten auch, politischen Einfluss zu nehmen, so in der grünen Partei und nach eigenen Angaben auch in der FDP. Sie nutzten ihre Netzwerke auch für die kommerzielle Ausbeutung von Kindern und vorpubertären Jugendlichen. In der alternativen und linksautonomen Szene konnten Pädosexuelle wie etwa die Nürnberger Indianerkommune oder die Westberliner Kanalratten aus zwei Gründen mit Verständnis rechnen: Sie galten als „Minderheit in der Minderheit“ und versprachen die Befreiung von Kindern aus gesellschaftlichen Zwängen. Initiativen gegen sexuellen Missbrauch wie Wildwasser wurden jedoch ebenfalls aus der linksalternativen Szene heraus gegründet und gehörten zu den entschiedensten Bekämpfern der Pädosexualität und -kriminalität.

## Bekämpfung der Pädokriminalität
Im Jahr 2024 ließen Ermittler eine Anbahnungsplattform vom Netz schließen, die unter dem Deckmantel der musikalischen Talentförderung der Kontaktanbahnung zwischen Pädophilen und Minderjährigen gedient hatte; hierzu wurden im April wurden 19 Tatverdächtige festgenommen und im September sieben Haftbefehle erlassen. Im Oktober 2024 ging die deutsche Bundespolizei gegen eine seit 2019 bestehende Kinderpornografie-Plattform im Darknet vor und nahm sechs Personen fest. Internationale Ermittlungen hierzu dauerten weiter an.
Anfang April 2025 wurde unter Leitung des bayerischen Landeskriminalamtes ein großes Netzwerk Pädokrimineller im Darknet zerschlagen, das sich den Namen Kidflix gegeben hatte. Die Plattform wurde laut Europol 2021 von Cyberkriminellen eingerichtet und habe sich zu einer „der populärsten Plattformen für Pädokriminelle“ entwickelt. Der illegalen Plattform hatten sich weltweit annähernd zwei Millionen Nutzer angeschlossen. Die jahrelangen Ermittlungen wurden 2022 aufgenommen, beteiligt waren Fahnder aus mehr als 30 Ländern. Es handelte sich Europol zufolge um eine der größten Pädokriminellen-Plattformen weltweit. Die Server der Plattform mit mehr als 70.000 Videos von sexualisierter Gewalt gegen Kinder waren bereits Anfang März von deutschen und niederländischen Behörden geschlossen worden. Nach dem Zugriff im März 2025 wurde in 31 Staaten eine Reihe von Verdächtigen verhaftet, hunderte Tatverdächtige ausfindig gemacht, elektronisches Gerät und eine fast sechsstellige Zahl von Videos beschlagnahmt. Es habe sich „um den bisher größten Einsatz gegen den sexuellen Missbrauch von Kindern in Europa“ gehandelt. Der Betreiber der Streamingseite wurde laut Oberstaatsanwalt Markus Hartmann noch nicht gefunden.